# Nero (Devil May Cry)
Nero a Capcom által fejlesztett és kiadott Devil May Cry sorozat szereplője, valamint a Devil May Cry 4 másik főszereplője Dante mellett, egyben játszható szereplő. A játékon kívül megjelenik még novellában is.

## Élettörténet
Múltjáról és családjáról nem sokat tudunk. Annyit igen, hogy félvér származású, s hogy még fiatal árvaként befogadták Fortunában, ahol felnőtt, s a Kard Rendjének tagja lett. Együtt nőtt fel Credo-val és annak húgával, Kyrie-vel. Valószínűleg gyermekkora miatt nem igazán jött ki másokkal, mert inkább egyedül szeret csinálni mindent.

## Cselekményben való szereplése

### Devil May Cry 4
Nero eddig a Devil May Cry 4 videójátékban jelent meg (2008-ban adták ki), mint félvér démonharcos. A történet elején Fortunában, az operaházhoz siet, ahol Kyrie az énekét kezdi énekelni, miközben Scarewcowokba botlik, de sikeresen legyőzi mindent. A szertartás alatt Kyrie mellé ül, akinek egy kis ajándékot adott, amiben egy nyaklánc van. A szertartás alatt ki akar menni, mert nem bír tovább ott lenni, s unalmasnak is találja. Kyrie követi, de a Devil Bringere veszélyt jelez. Ekkor töri át a mennyezet ablakát Dante, majd végezz Sanctus-szal, aztán a rátámadó katonákkal. Nero Kyrie-vel és a többi emberrel menekülnek, de Kyrie bátyját, Credot  veszélyben látva Dante miatt, segítségére siet, de nem sikerül. Dante nyilván bántani akarta a lányt, de Nero megmentette, majd megkérte a testvérpárt, hogy menjenek ki, míg lefoglalja Dante-t. A harc során előkerül a Devil Bringer. A harc végére látszott, hogy legyőzte Dante-t, s felszögelte a Sparda-t mintázó szoborra, de Dante nem halt meg. Miután távozott Dante, az őrség megérkezett.
Később Kyrie nyakában meglátja a neki ajándékozott nyakláncot. Később egy kisebb földrengés következtében a városba mennek, ahol sok embert látnak menekülni Scarewcowok elől, akiket lever Nero, majd miután Kyrie, Credo és az emberek a városi központ felé vették az irányt, Nero is elindul. A városon átjut egy kis faluba, ahol Berial-t legyőzi, majd egy havas hegyekbe, ahova a Fortuna kastélyba érkezik. Ott akadályokkal kell megküzdenie. Egy nagy téren találkozik második BOSS ellenségével, a nagyméretű békaszörnnyel, Bael-el, akit sikeresen legyőz, majd a kastély másik oldalára jut, ahol Memphistokkal találkozik. Miután egy alagútba ért, ott egy nagy társasjátékhoz hasonló játék után Agnushoz jut, akit szintén legyőzz. Az animáció során azonban Agnus csapdába ejti: Bianco Angelokat küld rá. Egy percre eszméletét veszti, ahol Kyrie sikolyát hallja, majd felébred, egyben a kettétört Jamato hozzákerül. Miután végzet, tovább megy, aminek végül a kastély túloldalára, egy vízeséshez jut, aminek háta mögött egy alagút van, ami a felszínre vezetve egy erdőbe. Ott találkozik egy pillanatra Dante-val, majd folytatja útját.
Az erdőben mindenféle erdei szörnnyel kell megküzdeni, valamint az erdő egyik nagy terén és még az erdőben is ólálkodó, kígyótestű BOSS szörnnyel, Echidnával, akit úgyszintén sikeresen legyőzz. Az erdőből kiérve eljut a Fortuna központjába, ahol Credoval küzd meg. A harc sikeresen volt számára, de sajnos Kyrie meglátta a démoni jobb kezét, ami miatt félt is tőle a lány. Agnus is megjön a helyszínre, aki foglyul ejti a lányt, majd magával viszi. Nero kiszedi Credo-ból, hova vitte Agnus Kyrie-t, majd elindult a megmentésére. 
Akadályok után egy szobába ér, ahol Kyrie-t foglyul ejtették, s harcol Agnus-szal. Legyőzi, de Sanctus és néhány Bianco megjön, akik feltartják Nerot addig, míg Kyrie-t elviszik. Nem sikerül megmentenie, de a tőle kapott nyakláncot sikerült még magáéhoz venni. Tombolva a dühtől és a kudarcból a földet kettétöri, amivel még a hidat megkötő növény is elszárad, a híd leereszkedik. Egy nagy teremből kiérve egy kis lifttel megérkezik a Savior szoborhoz, ahol Sanctus-szak megküzd. Amikor az utolsó csapást mérné, Sanctus a szobor mellkasán található kék kristályból kiengedi Kyrie-t, aminek következtében visszafogja a támadást, de a szobor elkapja, Sanctus pedig magához veszi a Jamatot. Azonban Nero szeme láttára megöli Sanctus a helyszínre érkező Credot, aki lezuhan, de Dante és Trish odaér, Dante pedig elkapja. Nero próbál kiszabadulni a szobor kezéből, de amikor Sanctus ellen használja a Devil Bringert, nem hat rá, s a Jamatoval megszúrja, ami elveszi az erejét. Ekkor esik Sanctus csapdájába. 
A sötétségben megjelenő Nero egy fényt lát maga előtt, ahonnan Kyrie jön elő. Akkor ott megígérte neki, hogy meg fogja menteni. Amikor megfognák egymás kezét, Kyrie teste eltűnt, aki még megköszönt mindent előtte. Ekkor sírva kiabálta a lány nevét, majd Sanctus végleg foglyul ejtette.
Amikor Dante a központból visszaért a városba (mivel Sanctus és a szobor átrepültek), s harcolt a szoborral, a Jamato a szobor mellkasán található kristályába szúrta, majd sorozatos lőfegyver tüzeléssel berepült oda, ahol Nerot fogva tartja Sanctus, onnan Nero a Jamato segítségével sikeresen kiszabadul, majd elindul legyőzni Sanctus-t és kiszabadítani Kyrie-t. A hosszas, ismét társasjáték végigjátszása után eljut Sanctus-hoz, akit nehezen, de sikerült legyőznie, s kiszabadítania Kyrie-t, akivel a szobor fején található kék kristályon át távoztak, a lányt pedig a karjaiban vitte.
Miután legyőzte a legyengült Saviort, megköszönte Dante-nak a segítséget. Vissza akarta volna adni a Jamatot, de Dante kérte, tartsa meg, s elbúcsúztak. Kyrie odament hozzá, aki örült, hogy életben vannak. Nero megemlítette a démoni mását, de Kyrie-t nem érdekelte, ugyanúgy szereti. El is mondta, hogy nála jobb emberrel sose találkozott még. Ezután rakta a lány nyakába a neki ajándékozott nyakláncot, majd megcsókolták volna egymást, de Scarewcrowokkal kellett harcolnia Neroval, (a stáblista alatt) az alatt megvédenie Kyrie-t. Miután végzett elindult Kyrie felé, aki a röpködő madarakat figyelte. Miután egymás mellett álltak, Nero a madarak után nézett, Kyrie egy pillanatra rá, majd megfogta a Devil Bringer kezét, majd Nero is.

## Képességei
Nero jobb keze egy démonszörny karjához hasonló, amit harc közben használ is, de rejtegetnie kell. Devil Bringernek hívják. A Devil May Cry 4-ben saját kardját, a Red Queen-t, valamint Dante bátyjának, Vergil kardját, a Yamatot használja, amivel együtt a démoni énjét is fel tudja venni. Használ egy saját kezűleg készített lőfegyvert, a Blue Rose-t, amivel szintén növelni tudja az erőszintet. Emellett nagyot tud ugrani, gyorsan tud futni, öngyógyító képessége is van.

## Külső jellemzői
Nero egy magas, széles izmos vállú, vékony testalkatú félvér. Haja olyan hosszú és színű, mint Dante-nak és Vergil-nek. Arca ovális alakú, orra nagy, szemöldöke vékony. Szemei kicsik, s kék színű.
Öltözéke: egy hosszú kékeslila kabátot hord, amin a Kard Rendjének jelvénye van, mint két válla részén. A kabát alatt kapucnis, cipzáras mellényt hord, az alatt kék színű izominget, s egy kék nadrágot, s egy pár barna bakancsot. A kabátja eredetileg olyan lett volna, mint Credonak, de később ezt megváltoztatták.
Az emberi kezén hord két gyűrűt: egyiken a Rend jelképe, a kard van, a másikon egy rózsa minta, mint a nadrágja övén, és a kabát gombokon.

## Érdekesség
- Nero Nero Claudius Caesar Augustus Germanicus római császárról kapta a nevét.
- Olaszul feketét jelent a neve